# 크라운 콜리시엄
크라운 콜리시엄(영어: Crown Coliseum)는 미국 노스캐롤라이나주 페이엣빌에 위치한 실내 경기장이다. 현재 SPHL 페이엣빌 파이어앤츠/페이엣빌 마크스멘의 홈경기장으로 사용하고 있으면, 과거 D-리그 페이엣빌 패트리어츠와 CHL 페이엇빌 포스의 홈경기장으로 사용했다.